# Frédéric Guillaume de Donop

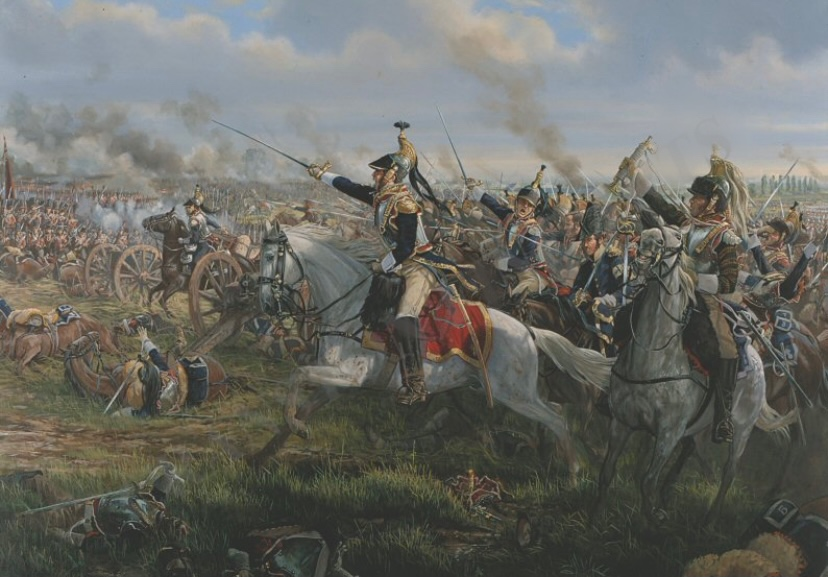
Darstellung der letzten Schlacht des Brigadekommandeurs Frederic Guillaume und seiner Kavallerie – La Charge (Donops Cavalry at Waterloo) von Mark Churms

Frédéric Guillaume de Donop (* 3. Juni 1773 in Kassel, Landgrafschaft Hessen-Kassel; † 18. Juni 1815 bei Waterloo) war ein französischer Général de brigade der Kavallerie deutscher Abstammung.

## Leben
Mit 16 Jahren schloss sich Donop der französischen Armee an; am 5. Juni 1790 trat er in das Régiment d'Esterhazy huozards ein. Er konnte sich sehr schnell durch Tapferkeit auszeichnen und bereits zwei Jahre später im Rang eines Lieutenants  zur Sambre- und Maas-Armee wechseln.
Weitere Beförderungen folgten und Anfang Mai 1801 kam er als Aide-de-camp von General Jean Victor Tharreau in dessen Stab. Hier fungierte er in dieser Stellung unter anderem in der  Schlacht bei Wischau (25. November 1805) und bei Austerlitz (2. Dezember 1805).
Als Capitaine eines Husarenregiments der Grande Armée kämpfte Donop bei Saalfeld (10. Oktober 1806), Jena (14. Oktober 1806) und Pułtusk (26. Dezember 1806).

Mit Wirkung vom 3. Juli 1807 war Donop  zum Chef d’escadron befördert worden und wurde als solcher später nach Spanien versetzt, um dort in den Napoleonischen Kriegen zu kämpfen. Kurze Zeit war Donop Aide-de-camp von General Armand Lebrun de La Houssaye in dessen Stab. Er agierte u. a. bei Talavera (27./29. Juli 1809) und Majadahonda (11. August 1812). 

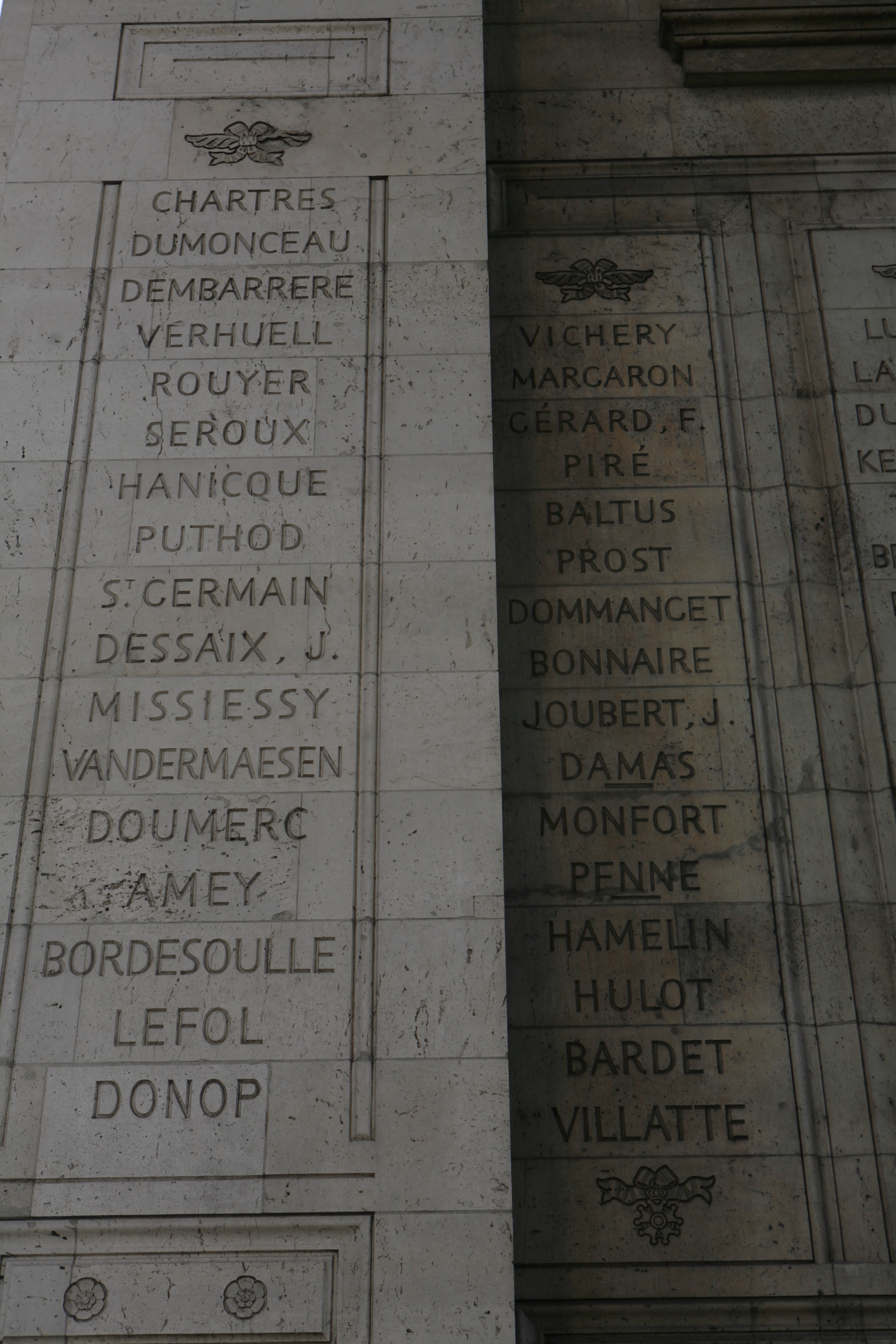
Triumphbogen in Paris, nördlicher Pfeiler (1. Spalte)

Nach der Schlacht bei Paris (30. März 1814) und der Abdankung Napoleons wechselte Donop zu König Ludwig XVIII. und wurde dafür während der Restauration mit der Beförderung zum Maréchal de camp belohnt. Als Napoleon die Insel Elba verließ und dessen „Herrschaft der Hundert Tage“ begannen, schloss sich Donop sofort wieder dem Kaiser an.
Fédédric Guillaume de Donop fiel in der Schlacht bei Waterloo am 18. Juni 1815 und fand dort auch seine letzte Ruhestätte.

## Ehrungen
- 9. Februar 1813 Officier der Ehrenlegion
- 1816 Ordre royal et militaire de Saint-Louis
- Sein Name findet sich am nördlichen Pfeiler (1. Spalte) des Triumphbogens am Place Charles-de-Gaulle (Paris).